# Еволюційна біологія
Еволюційна біологія — галузь біології, що вивчає процеси зміни видів, вищих таксонів, флор і фаун, генів, ознак, екосистем, а також механізми їх еволюції. Сформувалася як самостійний розділ науки під впливом робіт Чарлза Дарвіна у другій половині ХІХ сторіччя.

## Предмет і об'єкт дослідження
Предметом дослідження еволюційної біології є біологічна еволюція. Об'єктом дослідження є сучасне і вимерле біорізноманіття.

## Методи еволюційної біології
- морфологічні
- палеонтологічні (палеогеографія)
- ембріологічні
- генетичні (молекулярний годинник)
- радіоізотопні

## Галузі еволюційної біології
- порівняльна анатомія
- еволюційна морфологія
- філогенетика
- еволюційна фізіологія
- еволюційна біологія розвитку
- палеогенетика

## Історія розвитку
З 1990-х років біологія розвитку також приєдналася до еволюційної біології, вивчаючи процеси розвитку сучасних організмів за допомогою їх еволюційної історії, ця підгалузь отримала назву еволюційної біології розвитку.

## Вплив на небіологічні науки
Винаходи еволюційної біології знаходять попит у нових виникаючих дисциплінах, таких як соціокультурна еволюція і еволюційна психологія. Деякі ідеї проникають навіть у небіологічні науки, такі як розробка методів обчислення і нанотехнології.
Штучне життя — підобласть біоінформатики, намагається моделювати, або навіть штучно створити, еволюцію організмів, таку, як її описує еволюційна біологія. Зазвичай це робиться з використанням математичних і комп'ютерних моделей.